# Sous-groupe maximal d'un groupe
En théorie des groupes, on appelle sous-groupe maximal d'un groupe G tout élément maximal de l'ensemble des sous-groupes propres de G, cet ensemble étant ordonné par inclusion. (On entendra ici par « sous-groupe propre de G » un sous-groupe de G distinct de G.) Autrement dit, un sous-groupe maximal de G est un sous-groupe propre H de G tel qu'aucun sous-groupe de G ne soit strictement compris entre H et G.
L'ensemble des éléments d'un groupe G qui appartiennent à tout sous-groupe maximal de G est évidemment un sous-groupe de G. On l'appelle le sous-groupe de Frattini de G.

## Exemples de sous-groupes maximaux
- D'après la formule des indices, tout sous-groupe d'indice fini premier est un sous-groupe maximal.
- On sait que le groupe alterné A4 est un groupe d'ordre 12 qui n'a pas de sous-groupe d'ordre 6[2] ; un sous-groupe d'ordre 3 de A4 (il en existe évidemment) est donc un sous-groupe maximal d'indice 4 (non premier).

## Quelques faits
- Un groupe réduit à l'élément neutre n'a pas de sous-groupes propres et n'a donc pas de sous-groupes maximaux.
- Tout sous-groupe propre d'un groupe fini (ou plus généralement : tout sous-groupe propre H d'indice fini d'un groupe G) est contenu dans au moins un sous-groupe maximal.
(Parmi les sous-groupes propres d'indice fini de G qui contiennent H, en considérer un dont l'indice est le plus petit possible.)
- En particulier, tout groupe fini non réduit à l'élément neutre admet au moins un sous-groupe maximal.
(Dans ce qui précède, faire H = 1.)
- Plus généralement, dans tout groupe de type fini, tout sous-groupe propre est contenu dans au moins un sous-groupe maximal[3].
Justification. Soit G un groupe de type fini et H un sous-groupe propre de G. Désignons par E l'ensemble des sous-groupes propres de G contenant H et prouvons que E, ordonné par inclusion, est inductif. Il comprend H et n'est donc pas vide. Il suffit donc de prouver que la réunion U d'un ensemble non vide X, totalement ordonné par inclusion, de sous-groupes propres de G contenant H est elle-même un sous-groupe propre de G contenant H. On montre facilement que cette réunion est un sous-groupe de G contenant H. L'essentiel est donc de prouver que cette réunion n'est pas égale à G tout entier. Choisissons une partie finie {x1, ... , xn} de G engendrant G. Il suffit de prouver que U ne comprend pas tous les xi. Dans le cas contraire, il existerait dans X un sous-groupe H1 comprenant x1, ... , un sous-groupe Hn comprenant xn. Puisque l'ensemble X est totalement ordonné par inclusion, un de ces n sous-groupes contiendrait à la fois x1, ... et xn, donc serait égal à G tout entier, contradiction. Nous avons donc prouvé, comme annoncé, que l'ensemble E des sous-groupes propres de G contenant H, ordonné par inclusion, est inductif. D'après le lemme de Zorn, il admet donc un élément maximal et il est clair qu'un tel élément maximal est un sous-groupe maximal de G qui contient H.
- Si un sous-groupe maximal est normal, son indice est fini et premier[4].
En effet, si un sous-groupe normal M de G est sous-groupe maximal de G, alors, d'après le théorème de correspondance, le groupe G/M est non trivial (par « trivial », on entend ici réduit à l'élément neutre) et ne possède pas de sous-groupe autre que lui-même et son sous-groupe trivial, donc G/M est d'ordre fini et premier.
- Puisque tout sous-groupe d'un groupe abélien est normal, il résulte du fait précédent que tout sous-groupe maximal d'un groupe abélien est d'indice fini et premier.

On montre facilement que le seul sous-groupe d'indice fini du groupe additif Q des nombres rationnels est Q lui-même. (Soit G un sous-groupe d'indice fini de Q, soit n l'indice de G dans Q. Alors, pour tout x dans Q, nx appartient à G. Mais tout nombre rationnel est de la forme nx pour un certain nombre rationnel x, donc G = Q.) Donc, d'après ce qui précède,
- Q n'a pas de sous-groupes maximaux[5].
- Plus généralement, un groupe abélien est divisible si et seulement s'il n'a pas de sous-groupe maximal ou encore (d'après ce qui précède) pas de sous-groupe propre d'indice fini.
- On voit ainsi qu'un groupe infini peut ne pas avoir de sous-groupe maximal.

Un sous-groupe maximal n'est pas forcément normal (on a vu qu'un sous-groupe d'ordre 3 du groupe alterné A4 est maximal, or un tel sous-groupe n'est pas normal), mais on prouve que dans tout groupe nilpotent, tout sous-groupe maximal est normal.
Un exemple d'usage de la notion de sous-groupe maximal est le théorème suivant : une opération transitive d'un groupe G sur un ensemble X d'au moins deux éléments est primitive si et seulement si, pour tout élément x de X, le stabilisateur de x est un sous-groupe maximal de G.